# The Road to El Dorado
The Road to El Dorado (Nederlands: De weg naar El Dorado) is een Amerikaanse komische animatiefilm uit 2000 van DreamWorks Animation. De soundtrack en liedjes zijn geschreven door Hans Zimmer, Tim Rice en Elton John, het Oscar-winnende team van The Lion King.
De film is gebaseerd op de legende van de gouden stad El Dorado en speelt zich af in 1519. Tulio en Miguel, twee zwendelaars uit de Spaanse stad Sevilla komen per ongeluk op een schip richting de Nieuwe Wereld terecht en vinden de legendarische stad.

## Verhaal
De film begint met een introsong over El Dorado (El Dorado theme song). Daarna begint de echte film, met een scène waarin Hernán Cortez, zittend op zijn paard Altivo, vertelt dat ze zullen uitvaren naar de nieuwe wereld, voor Spanje, voor glorie en goud. Ondertussen wordt er in een afgelegen straatje van de stad een spelletje dobbelen gedaan. Miguel en Tulio winnen elk potje door constant zeven te gooien (omdat Tulio valse dobbelstenen gebruikt). Als hun tegenstander blut is, biedt hij hen nog één potje aan, met als inzet een kaart naar El Dorado. Deze keer worden echter niet de valse dobbelstenen van Tulio gebruikt. De twee zwendelaars winnen toch en krijgen de kaart en een berg goudstukken. Wanneer Tulio's dobbelstenen uit zijn binnenzak vallen komt iedereen erachter dat de stenen vals zijn. Tulio liegt dat Miguel hem valse stenen gaf, en de twee acteren een zwaardgevecht om zo uit de boze menigte te ontsnappen. Tijdens hun vlucht worden ze echter achterna gezeten door de Spaanse politie en een woedende stier. Wanneer ze op een dak terechtkomen en niet verder kunnen, besluiten ze te springen en erop te gokken dat ze in een van de twee watertonnen terechtkomen. Dit lukt, maar de tonnen worden op een schip geladen waar er een kist bovenop wordt gezet. Tulio en Miguel zitten opgesloten.
Een paar dagen nadat het schip is uitgevaren, wordt de kist van de tonnen getild en worden de twee verstekelingen gevonden. Ze worden voor Cortez gebracht, die besluit dat Tulio en Miguel in Cuba zullen worden afgezet waar ze op de suikerplantages moeten werken. Ze worden tot die tijd opgesloten in het ruim. Ze weten te ontsnappen door Altivo (het paard) met een appel te lokken en hem over te halen een koevoet te zoeken, maar in plaats daarvan brengt het paard hen de sleutels van hun cel.
De twee willen ontsnappen in een roeiboot, maar Altivo heeft nog altijd zijn appeltje niet en springt achter Tulio en Miguel aan. Hierdoor belandt het paard in het water en Miguel springt op zijn beurt in zee om het paard te helpen. Ondertussen wordt de roeiboot met Tulio erin geramd door een ander schip van de vloot. Wanneer ze eindelijk weer veilig en wel in de boot zitten blijkt Altivo hun proviand op te hebben gegeten.
Na dagen op zee gevaren te hebben, spoelen ze aan op een strand. Eerst zijn ze blij weer aan land te zijn, maar haasten zich terug naar de boot als ze een skelet vinden. Dan herkent Miguel enkele voorwerpen van de kaart die ze hebben gekregen. Nadat hij Tulio heeft overgehaald besluiten ze de jungle in te gaan en daadwerkelijk El Dorado te gaan zoeken.
Na een lange zoektocht vinden ze het laatste onderdeel van de kaart, een afgodsbeeld. Verder is er niets en even denken ze dat Cortez alles al heeft ingepikt wanneer plotseling het meisje Chel voor hen staat. Ze wordt gevolgd door een groep krijgers die Chel, Tulio en Migel meenemen naar de waterval. Daarachter blijkt een geheime doorgang te zijn die hen naar El Doardo leidt. Tulio en Miguel worden aangezien voor de Goden die El Dorado bouwden. Ze besluiten het spel maar mee te spelen omdat ze liever niet weten welke plannen de hogepriester Tzekel Kan anders met hen heeft. Nadat de twee naar hun tempel zijn gebracht, vraagt Tzekel Kan of hij de volgende ochtend een officiële plechtigheid mag uitvoeren. Daarna vraagt opperhoofd Tannabok of hij een welkomstfeest voor hen mag organiseren. Tulio en Miguel stemmen met beide voorstellen in.  Wanneer het opperhoofd en de hogepriester vertrokken zijn, beginnen Tulio en Miguel te lachen omdat de hele stad in hun 'geintje' is getrapt. Alles wordt gehoord door Chel, die op dat moment nog in de tempel is. Ze belooft hen niet te verraden als zij beloven haar mee terug te nemen naar Spanje. Hierbij gooit ze haar charmes in de strijd en zegt hen ook te helpen met wat ze moeten weten over het god-zijn. De twee mannen zijn beide ondersteboven van Chel, maar Tulio besluit dat ze allebei hun handen thuis houden. Ze zijn immers goden en mogen niet toegeven aan verleidingen.
De volgende ochtend (Miguel en Tulio hebben zich flink verslapen na het feest van de avond ervoor) wil Tzekel Kan iemand offeren als eerbetoon aan de Goden. De twee houden het tegen en verzinnen als smoesje dat de sterren niet in positie staan voor dit eerbetoon. Als opperhoofd Tannabok vervolgens aanbiedt goud naar Xibalba te sturen keuren Tulio en Miguel dit goed. Chel heeft hen echter nog niet uitgelegd dat Xibalba de wereld der geesten is en de twee kijken stomverbaasd toe als het goud een draaikolk in gegooid wordt. Chel weet het echter goed te praten en het goud wordt naar de tempel gebracht.
Vervolgens willen Tulio en Miguel een boot, zodat ze terug kunnen naar Spanje. Opperhoofd Tannabok zegt dat de bouw van zo'n grote boot wel drie dagen kan duren. Tulio wil dat Miguel zich koest houdt in die tijd en dus niet buiten de tempel komt. Met behulp van Chel lukt dit hem toch en hij speelt een balspelletje met wat kinderen uit de stad. Tzekel Kan besluit dat de goden niet zo met een bal behoren te spelen en organiseert een Meso-Amerikaans balspel. Tulio en Miguel winnen (wederom door vals spel) maar als Tzekel Kan het verliezende team wil offeren wordt Miguel boos en zegt dat er geen offerceremonies meer zullen zijn en 'ontslaat' Tzekel Kan. Hij ziet dat Miguel bloed boven zijn wenkbrauw heeft en gelooft niet langer in hun goddelijkheid. 
Diezelfde dag klaagt Miguel over de boot. Hij vindt dat er te weinig touw is, maar wil eigenlijk gewoon blijven in El Dorado. Hij kan dit echter niet omdat hij en Tulio alles samendoen, ze zijn partners. Eenmaal terug in de tempel treft hij Tulio met Chel aan, terwijl ze staan te zoenen. Miguel wordt boos omdat Tulio de 'handen thuis'-belofte heeft gebroken. Boos loopt hij samen met Altivo weg. Ondertussen is Tzekel Kan woedend over zijn ontslag en het bedrog van Tulio en Miguel. Hij brengt een reusachtige stenen jaguar tot leven met als doel de stad te vernietigen, maar het lukt Tulio en Miguel de jaguar, samen met Tzekel Kan, in de draaikolk te laten vallen. Hij overleeft de val en komt Cortez tegen, en ziet in hem een nog machtigere god. Hij besluit hem naar El Dorado te leiden.
Ondertussen staan Tulio en Chel klaar om te vertrekken met de boot, maar Miguel heeft besloten te blijven omdat hij nog steeds boos is op Tulio. Maar wanneer blijkt dat Cortez en zijn leger naderen onder leiding van Tzekel Kan besluiten ze samen de doorgang te versperren. Cortez denkt dat Tzekel Kan gelogen heeft over de doorgang naar El Dorado, en arresteert hem.  Tulio, Miguel, Chel en Altivo zijn al hun goud kwijt, maar besluiten terug te gaan naar Spanje, ook al zijn ze ook hun boot kwijt. Wat er met Tzekel Kan gebeurt laat de film niet meer zien, maar hij wordt waarschijnlijk een slaaf op de suikerplantages.

## Personages en cast (originele versie)
| Acteur             | Personage           | Omschrijving |
| ------------------ | ------------------- | --- |
| Kevin Kline        | Tulio               | Neemt niet graag risico's en speelt daarom vaak vals. Wordt later in de film verliefd op Chel.                    |
| Kenneth Branagh    | Miguel              | De altijd vrolijke jongen die alles wil weten en eigenlijk graag in El Dorado wil blijven. Hij speelt ook gitaar. |
| Rosie Perez        | Chel                | Charmant en knap. Tulio en Chel worden verliefd op elkaar.                                                        |
| Frank Welker       | Altivo              | Het strijdros van Cortez. Een ietwat onhandig paard dat dol is op appels.                                         |
| Armand Assante     | Tzekel Kan          | Hogepriester die de stad El Dorado in een ijzeren greep houdt en dol is op bloederige offerandes.                 |
| Edward James Olmos | Opperhoofd Tannabok | Een dikke, gezellige familieman.                                                                                  |
| Tobin Bell         | Spanjaard Zaragoza  | De man die steeds verloor tijdens het dobbelen.                                                                   |
| Jim Cummings       | Hernán Cortez       | Spaanse veroveraar die uit is op het goud van El Dorado.                                                          |

## Soundtracks
- El Dorado theme song, lied door Tim Rice en Elton John
- Spain 1519, soundtrack door Hans Zimmer
- Tulio en Miguel, soundtrack door Hans Zimmer
- The brig, Altivo, soundtrack door Hans Zimmer
- Friends, the storm, soundtrack door Hans Zimmer
- We are save, soundtrack door Hans Zimmer
- The trail we blaze (Nederlandse versie: We banen een pad), lied door Tim Rice en Elton John
- The Gods are here!, soundtrack door Hans Zimmer
- Cheldorado, soundtrack door Hans Zimmer
- It's tough to be a God (Ned. versie: Een God heeft het maar zwaar), lied door Tim Rice en Elton John
- To Xibalba, soundtrack door Hans Zimmer
- Without question (Nederlandse versie: Hoe meer ik zie), lied door Tim Rice en Elton John
- The ball game, soundtrack door Hans Zimmer
- Save El Dorado, soundtrack door Hans Zimmer
- Friends do never say goodbye (Nederlandse versie: Vrienden zeggen nooit vaarwel), lied door Tim Rice en Elton John
- Wonders of the New World, soundtrack door Hans Zimmer